# SWAT Kats: The Radical Squadron
A série SWAT Kats, o Esquadrão Radical  é uma série animada estadunidense da Hanna-Barbera produzida entre 1993 e 1995 e que tinha como personagens principais, a uma dupla de gatos que dedicavam a vida a salvar a cidade de MegaKat City das garras de vários vilões que tinham como principal intenção conquistar o mundo ou então destruir a cidade. Também foi exibido no Cartoon Network no ano de 1994 e os novos episódios em 1995. SWAT Kats saiu do ar no Cartoon Network, e foi reprisada no Boomerang entre 2001 e 2003.
Em Portugal, foi ao ar na SIC em 1995, no programa Buereré, mas com a dobragem brasileira. A dobragem em português lusitano nunca foi produzida.
No Brasil, foi originalmente apresentado no Cartoon Network, a partir de 1994. Já na TV aberta, estreou em 1995 pela CNT, onde foi exibido primeiramente no horário nobre, na faixa das 20h00 da noite, mas também já foi exibido dentro de programas infantis da emissora, como a TV Fofão. Depois, foi apresentado no SBT em duas ocasiões: primeiro, no Bom Dia e Cia (entre agosto e outubro de 2001, apresentado na época por Jackeline Petkovic), e depois, pela última vez, no Sábado Animado (nas férias de julho de 2004).
Em 2015, os criadores lançaram um projeto de financiamento coletivo no site Kickstarter para o retorno da franquia.

## História da série
A série conta a história de T-Bone (Chance Furlong) e de Razor (Jake Clawson), dois pilotos da força militar "Enforcers" (Os Defensores) que foram expulsos pelo Comandante Ulysses Feral, por terem desobedecido às suas ordens diretas durante a perseguição de um criminoso, Dark Kat, o Gato Sinistro, e que por acidente, na verdade causado pelo próprio Comandante Feral, destruíram o quartel general dos Enforcers. Para tornar as coisas piores, ambos foram proibidos de voltarem a pilotar um avião para o resto da vida, e injustamente obrigados a trabalharem num ferro-velho para pagarem a dívida que fizeram. Usando a sua perícia de mecânicos, e uma quantidade considerável de peças de aviões que foram destruídos, Jake e Chance construíram o "TurboKat", um avião especial para os ajudar a patrulhar a cidade de MegaKat City sob a identidade de Razor e T-Bone, os SWAT KATS, dois vigilantes que protegem a cidade, mesmo que não sejam bem vistos por isso.

## Veículos dos SWAT Kats
Durante os vários episódios da série, os SWAT Kats usaram diversos tipos de veículos, com o intuito de salvar a cidade de MegaKat City. Os seguintes são aqueles que foram utilizados mais regularmente pela dupla de vigilantes:
- TURBOKAT - Um jato de combate altamente tecnológico equipado com todo o tipo de armamentos (na sua maioria não letais) e equipamentos sofisticado. Seu desenho é inspirado no caça de combate norte-americano F-14.
- SWAT Hovercraft
- SWAT JetSkies
- SWAT Thunder Truck
- SWAT Cycletron
- SWAT Hybrid
- SWAT Sandkat
- Turbomole
- Katmobile

## Aliados dos SWAT KATS
- Vice-Presidente Callie Briggs
- Comandante Ulysses Feral
- Tenente Felina Feral
- Presidente Manx
- Ann Gora
- Professor Hackle
- Dra. Abby Sinian
- Dr. Lieter Greenbox
- Dr. N. Zyme

## Inimigos dos SWAT Kats
- Dr. Viper
- Madkat
- Dark Kat
- Mac Mange e Molly Mange - Os Metallikats
- The Pastmaster
- Dr. Harley Street e a Ci-Kat-A gigante
- Rex Shard
- Hard Drive
- Turmoil
- Red Lynx - Lince Vermelho
- Dark Swat Kats
- Mutilor

## Episódios

### Primeira Temporada
- Episódio 1- O Mestre do Passado Sempre Chama Duas Vezes
- Episódio 2- A Bactéria Gigante
- Episódio 3- A Ira do Dark Kat
- Episódio 4- Natureza Destrutiva
- Episódio 5- Metallikats
- Episódio 6- A Noiva do Mestre do Passado
- Episódio 7- A Noite de Dark Kat
- Episódio 8- Caos Cristalino
- Episódio 9- O Piloto Fantasma
- Episódio 10- Urgência Metálica
- Episódio 11- A Cigarra Gigante
- Episódio 12- Surge Madkat
- Episódio 13- Catástrofe

### Segunda Temporada
- Mutation City - ("Cidade Mutante")
- A Bright and Shiny Future - ("Um Futuro Brilhante e Reluzente")
- When Strikes Mutilor - ("O Ataque do Mutilor")
- Razor's Edge - ("O Desafio de Razor")
- Cry Turmoil / Swat Kats Unplugged - ("O Grito de Turmoil"/ "Swat Kats Desligados")
- The Deadly Pyramid - ("A Pirâmide Mortal")
- Caverns of Horror - ("Cavernas do Horror")
- Volcanus Erupts! / The Origin of Dr. Viper - ("O Despertar de Volcanus / A Origem do Dr. Viper")
- The Dark Side of the Swat Kats - ("O Lado Negro dos Swat Kats")
- Unlikely Alloys - ("Aliança Improvável")

### Especial de TV
- (Kat's Eye News) A Special Report (Clip show)

### Episódios inacabados
- The Curse of Kataluna (Também conhecido como Succubus, posteriormente adaptado para o filme Scooby-Doo na Ilha dos Zumbis) - ("A Maldição de Kataluna")
- Turmoil II: The Revenge - ("Turmoil 2: A Vingança")
- Doctors of Doom - ("Doutores da Perdição")
- Cold War - ("Guerra Fria")
- Blackout - ("Curto-Circuito")
- The Madkat's Revenge - ("A Vingança de Madkat")
- The Vampire She-Kat - ("A Gata Vampira")
- Robotic Madness - ("Locura Robótica")
- Past vs. Present - ("Passado vs. Presente")
- The Dark SWAT Kats Return - ("O Regresso dos SWAT Kats Malvados")

## Locais em MegaKat City
- Câmara Municipal de MegaKat City
- MegaKat Biochemical Labs
- Central Nuclear de MegaKat City
- Torre MegaKat
- Marina de MegaKat City
- Quartel General dos Enforcers
- Praia Estatal de MegaKat
- Museu de História de MegaKat City
- Ferro-Velho
- Centro de Pesquisa Puma-Dyne
- Prisão de Máxima Segurança de MegaKat City
- Edifício do Canal de Televisão de MegaKat City (MBC)
- Refinaria de MegaKat City
- Ilha Prisão de Alkatraz
- Centro Espacial M.A.S.A.
- Ilha de Anakata
- Universidade de MegaKat City
- Aeroporto de MegaKat City
- Campo de Golfe de MegaKat City
- Casa da Moeda de Megakat City

## Dubladores (1994-1995 Brasil)

### No Brasil
- T-Bone/Chance Furlong: Élcio Sodré[2]
- Razor/Jake Clawson: Paulo Celestino
- Comandante Ulysses Feral: Jonas Mello
- Felina Feral: Cecília Lemes
- Callie Briggs: Letícia Quinto
- Prefeito Manx: Muybo César Cury
- Dark Kat: Luiz Antônio Lobue
- Mestre do Passado: Ricardo Nóvoa / João Jacy
- Dr. Viper: Francisco Bretas
- Dark T-Bone: Leonardo Camilo
- Dark Razor: Walter Santos
- Mac: Felipe di Nardo
- Molly: Eleonora Prado / Patrícia Scalvi / Márcia Regina
- Hard Drive: Ricardo Medrado / Daoiz Cabezudo
- estúdio: Álamo